# Swjatoslaw Igorewitsch Georgijewski
Swjatoslaw Igorewitsch Georgijewski (russisch Святослав Игоревич Георгиевский; * 21. August 1995 in Moskau) ist ein russischer Fußballspieler.

## Karriere
Georgijewski begann seine Karriere bei ZSKA Moskau. Im September 2014 debütierte er im Cup gegen Chimik Dserschinsk für die Profis von ZSKA. Zur Saison 2015/16 wechselte er zum FK Kuban Krasnodar. Im November 2015 debütierte er für Kuban in der Premjer-Liga, als er am 15. Spieltag jener Saison gegen den FK Dynamo Moskau in der 88. Minute für Mohammed Rabiu eingewechselt wurde. Bis Saisonende kam er zu fünf Erstligaeinsätzen für Krasnodar, das zu Saisonende allerdings aus der Premjer-Liga abstieg.
Daraufhin schloss er sich zur Saison 2016/17 dem Erstligisten Anschi Machatschkala an. Für Anschi absolvierte er in jener Saison zehn Partien in der Premjer-Liga. Zur Saison 2017/18 wechselte Georgijewski zum Zweitligisten Krylja Sowetow Samara. In Samara spielte er jedoch keine Rolle und kam in jener Saison nur fünfmal in der Perwenstwo FNL zum Einsatz. Mit Krylja Sowetow stieg er zu Saisonende in die Premjer-Liga auf. Nach dem Aufstieg verließ er den Verein. Nach einem halben Jahr ohne Klub wechselte er im Januar 2019 zum Viertligisten FK Ararat Moskau. Ararat stieg zu Saisonende in die Perwenstwo PFL auf.
Zur Saison 2019/20 wechselte der Flügelstürmer zum ebenfalls drittklassigen FK Sorki Krasnogorsk. Für Sorki kam er bis zur Winterpause zu 15 Drittligaeinsätzen, in denen er sieben Tore erzielte. Im Februar 2020 schloss er sich dem Zweitligisten FK Chimki an. Für Chimki spielte er bis zum Saisonabbruch zweimal in der Perwenstwo FNL, mit dem Verein stieg er zu Saisonende in die Premjer-Liga auf. Dort spielte er jedoch keine Rolle mehr und so löste er seinen Vertrag im September 2020 auf. Nach mehreren Monaten ohne Verein wechselte Georgijewski im Januar 2021 zum Zweitligisten FK SKA-Chabarowsk.